# Aulus-les-Bains
Aulus-les-Bains – miejscowość i gmina we Francji, w regionie Oksytania, w departamencie Ariège.
Według danych na rok 1990 gminę zamieszkiwało 210 osób, a gęstość zaludnienia wynosiła 4 osób/km² (wśród 3020 gmin regionu Midi-Pireneje Aulus-les-Bains plasuje się na 853. miejscu pod względem liczby ludności, natomiast pod względem powierzchni na miejscu 86.).